# Pruisisch blauw
Pruisisch blauw is een van de eerste moderne synthetische pigmenten. Het wordt ook wel Berlijns blauw genoemd. Er is zeer weinig van dit pigment nodig om de sterke blauwe kleur te verkrijgen. De kleur is echter niet zo lichtecht. Door de hoge kleursterkte is de kleur snel overheersend. De kleur heeft vaak een groenachtige ondertoon en is voor mengen van paars daardoor minder geschikt.

## Ontdekking
Het pigment werd ontdekt door de pigmentenmaker Johann Jacob Diesbach in Berlijn. Het jaar 1704 wordt traditioneel genoemd, maar contemporaine bronnen maken het waarschijnlijk dat Diesbach het pigment in feite in 1706 per ongeluk maakte. Dit gebeurde terwijl hij experimenteerde met het oxideren van ijzer en een pigment dat ossenbloed wordt genoemd. Daarom verwachtte hij dat de kleur rood zou worden.
In 1708 begon Johann Leonhard Frisch het pigment commercieel te produceren, zoals blijkt uit een brief aan Gottfried Wilhelm Leibniz, sinds augustus 1709 onder de naam Preussisch Blau. In november 1709 veranderde hij de naam in Berlinisch Blau.
Hoewel vaak gesteld is dat Pruisisch blauw pas sinds 1724 algemeen beschikbaar kwam, blijkt uit onderzoek dat schilders het vrijwel ogenblikkelijk aan hun palet toevoegden. Er was dan ook een grote behoefte aan een sterk blauw dat goedkoper was dan ultramarijn en stabieler dan azuriet. Een van de oudste schilderijen waarin het pigment kon worden aangetoond is van Pieter van der Werff en dateert uit 1709. Een leerling van Diesbach, De Pierre, begon Pruisisch blauw te maken in Parijs. De eerste Franse werken die de kleur toepassen dateren al uit 1710. Simon Eikelenberg, een Nederlandse schilder, schreef in 1722 over het gebruik van de kleur. In 1726 publiceerde John Woodward de bereidingswijze.

## Chemische formule
De verbinding bevat het element ijzer in twee verschillende oxidatietoestanden, met name +II en +III. De intense kleur is vooral het gevolg van deze gemengde valentietoestand van ijzer.

## Productie

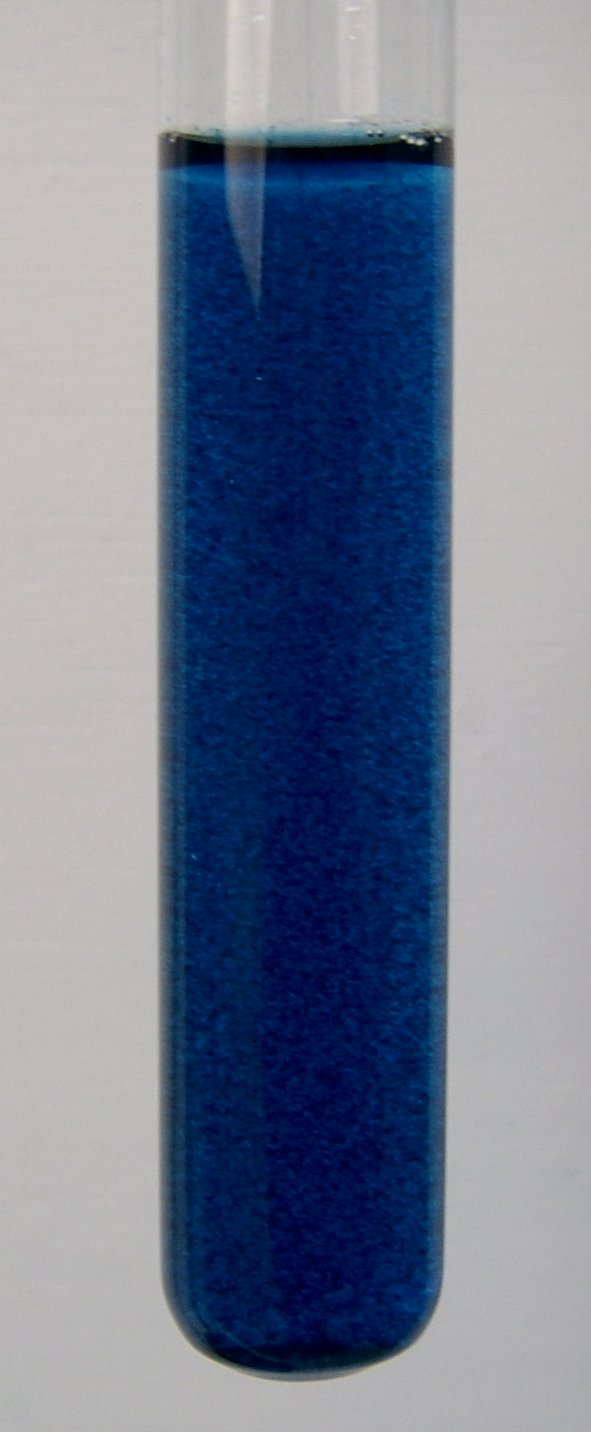
Neerslag van Pruisisch blauw in een ijzer(III)-chlorideoplossing gemengd met kalium-hexacyano-ferraat(II)

Wanneer men aan een oplossing van kaliumhexacyanoferraat(II) een oplossing van een ijzer(III)-zout toevoegt, of aan een oplossing van kaliumhexacyanoferraat(III) een ijzer(II)-zout toevoegt, ontstaat in beide gevallen een 1:1 opgelost Pruisisch blauw:
{\displaystyle {\ce {Fe^3+ + K4[Fe^{II}(CN)6] -> 3 K+ + K[Fe^{III}Fe^{II}(CN)6]}}}
{\displaystyle {\ce {Fe^2+ + K3[Fe^{III}(CN)6] -> 2 K+ + K[Fe^{III}Fe^{II}(CN)6]}}}
Indien dan een overschot van ijzer(III)- of ijzer(II)-ionen wordt toegevoegd, zal een blauwe neerslag ontstaan die onoplosbaar is.
{\displaystyle {\ce {Fe^{III}[Fe^{III}Fe^{II}(CN)6]3.14-16\,H2O}}}
De intens blauwe kleur ontstaat als gevolg van het ontstaan van een Charge-transfer complex tussen de Fe2+- en het Fe3+-ionen.
Het pigment slaat neer in zeer fijne deeltjes en de precieze grootte daarvan bepaalt of de tint naar het groen of het blauw zweemt.

## Toepassingen

### Pigment
Pruisisch blauw werd in de loop van de achttiende eeuw snel het dominante blauwe pigment in de schilderkunst. Het is sterk glacerend wat de potentiële verzadiging sterk doet toenemen want in dekkende lagen is de kleur nogal dof; de grootste kleurkracht wordt verkregen door een transparant glacis over een witte reflecterende onderlaag. De lichtechtheid is op zich goed maar in mengingen met witte verf gecombineerd met directe blootstelling aan zonnestraling en een hoge luchtvochtigheid wil de kleur nog weleens sterk teruglopen. Het pigment verdraagt geen kalk en is dus ongeschikt voor fresco; evenmin kan het gebruikt worden voor acrylverf. Het nummer in de Colour Index is PB27. Al in de achttiende eeuw kreeg het een ruime industriële toepassing. Een beroemd voorbeeld daarvan is dat de uniformen van het Pruisische leger met Pruisisch blauw gekleurd werden.
Het pigment was een voorloper van het gebruik van blauw in blauwdrukken, en werd gebruikt in een vroege vorm van fotografie, de cyanotypie. In Japan werd het pigment populairder dan indigo. Opgelost in oxaalzuur kan Pruisisch blauw als inkt gebruikt worden. Het pigment wordt ook gebruikt in verf, op lint voor schrijfmachines en in carbonpapier. Het pigment is niet giftig en kan daarom ook in cosmetica worden gebruikt. Vanaf ongeveer 1970 werd Pruisisch blauw steeds meer vervangen door een ander pigment, phtaloblauw.
De Nederlandse Spoorwegen gebruikten de kleur voor het schilderen van rijtuigen en locomotieven vanaf 1954. Na 1968 ging het bedrijf over op blauwgeel.

### Medisch gebruik
Pruisisch blauw is sinds 2003, in de vorm kaliumhexacyanoferraat(II), opgenomen in de lijst van essentiële geneesmiddelen van de WHO. Het wordt als poeder gebruikt als tegengif in geval van vergiftiging met thallium of radioactief cesium. Het kan deze stoffen in de ingewanden aan zich binden waardoor ze met de ontlasting uit het lichaam verwijderd worden. De stof werkt tegen een thalliumvergiftiging doordat de kaliumatomen vervangen worden door thallium.

## Trivia
- Jan Wolkers gebruikte de term om onverschilligheid uit te drukken; hij laat de vrouwelijke hoofdpersoon van Turks Fruit zeggen dat iets haar "Pruisisch blauw" is.